# Pantelej Sarew
Pantelej Sarew, eigentlich Pantelej Jordanow Pantow, (bulgarisch Пантелей Йорданов Зарев; * 11. November 1911 in Widin; † 18. Februar 1997 in Sofia) war ein bulgarischer Literaturwissenschaftler.

## Leben
Sarew war ab 1950 als Professor an der Universität Sofia tätig, deren Rektor er von 1968 bis 1972 war. Ab 1966 war er Mitglied des Zentralkomitees der Partei. Von 1972 bis 1980 war er Vorsitzender des Verbandes Bulgarischer Schriftsteller. Er gehörte der Bulgarischen Kommunistischen Partei an. Außerdem war er Mitglied der Bulgarischen Akademie der Wissenschaften. 1968 wurde er stellvertretender Präsident der Akademie.
Er wurde als Held der Sozialistischen Arbeit und mit dem Dimitrow-Preis ausgezeichnet.

## Werke (Auswahl)
- Klassik und Gegenwart, 1961
- Panorama der bulgarischen Literatur, fünf Bände, 1966 bis 1976
- Nationalpsychologie und Literatur, 1970